# Marička Žnidaršič
Marička Žnidaršič, slovenska pesnica in novinarka, * 16. november 1914, Stari trg pri Ložu, † 31. avgust 1986, Ljubljana.
Žnidaršičeva se je leta 1940 zaposlila v knjigoveznici Jugoslovanske tiskarne v Ljubljani. Med drugo svetovno vojno je živela v rojstnem kraju, sodelovala pa je tudi v NOB. Po vojni se je zaposlila kot novinarka pri Ljudski pravici in Delavski enotnosti.
S pisanjem pesmi se je začela ukvarjati pred drugo svetovno vojno. V pesmih izraža svoja občutja, raznovrstna razpoloženja in spoznanja ter čustvovanja notranjskih ljudi v zvezi z rodno pokrajino, naravo in ljubezenskimi doživetji. Njene pesmi so napisane v obliki zvočno in ritmično ubranih tradicionalnih štirivrstičnic, posebej pa je oblikovala doživetja, spomine in dogodke iz narodnoosvobodilnega boja na Notranjskem. Njen močno zastrti osebni svet se je najbolj izrazil v zbirki Nalomljena veja. Zaokroženo podobo svojega pesnikovanja pa je predstavila v antologijski zbirki Ugasla luč. Objavljala je tudi otroške pesmi in se ukvarjala z literarno publicistiko.

## Pesniške zbirke
- Pesmi izpod Snežnika (1950)
- Človek in zemlja (COBISS)
- Nalomljena veja (1957)
- Ugasla luč (1965)
- Ko je prihajal dan (Založba Borec, Ljubljana,1975)